# 臧继辉
臧继辉（？—），男，汉族，中华人民共和国政治人物。现任中国人民解放军北部战区某部总工程师。第十三、十四届全国政协委员。